# Muggler
Muggler er et udtryk fra J. K. Rowlings Harry Potter-serie.
En muggler er en person uden magiske evner, som ikke er medlem af en magisk familie. Hvis en person er af troldmandsslægt, men ingen magiske evner har, så kaldes vedkommende en fuser. Hvis en person er af mugglerslægt men selv er troldmand eller heks, kaldes denne mugglerfødt eller ved skældsordet mudderblod. Et eksempel på en mugglerfødt kunne være Hermione Granger, som er født som heks af to mugglere.
Indenfor geocaching anvendes betegnelsen muggler om en ikke-geocacher, altså en person som ikke er bekendt med geocaching.